# Nethinius wintreberti
Nethinius wintreberti là một loài bọ cánh cứng trong họ Cerambycidae.